# Бертран д’Оранж

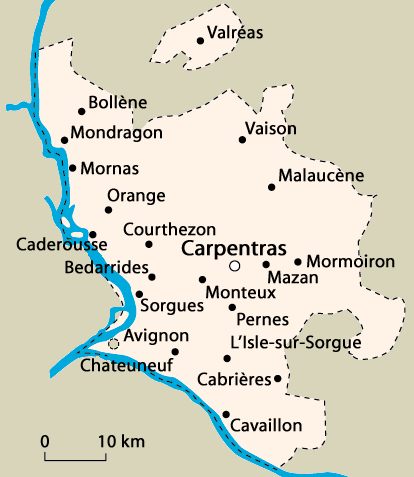
Оранж на карте Конта-Венессена

Бертран (фр. Bertrand) — первый достоверно известный правитель Оранжа.
Упоминается в трёх документах XI века, датированных 1062, 1073 и 1078 годами, и в двух документах без точной даты.
Сын некоего Рембо (Raimbaldus) и, предположительно, его третьей жены Аделаиды.
Нигде не назван с титулом графа. В то же время его жена Аделаида (для которой это был второй брак: первый муж умер) в документе 1126 года названа графиней (лат. comitissa mater Raimbaldi … Atalaix). Возможно, это титул от её первого мужа, который потом перешёл к сыну:
- Рембо (ум. 1121) — граф Оранжа, участник Первого крестового похода.

Один из документов, в которых упоминается Бертран — письмо, в котором папа римский Александр II (1061—1073) угрожает отлучить от церкви Bertrando filio Raimbaldi за притеснения епископа Оранжа Жеро (1060—1085).